# Bulbophyllum tekuense
Bulbophyllum tekuense là một loài phong lan thuộc chi Bulbophyllum.